# يان هوليندا
يان هوليندا (بالتشيكية: Jan Holenda)‏ (22 أغسطس 1985 ببراغ في التشيك - ) هو لاعب كرة قدم تشيكي في مركز الهجوم. شارك مع منتخب التشيك تحت 19 سنة لكرة القدم ومنتخب جمهورية التشيك تحت 21 سنة لكرة القدم. أما مع النوادي، فقد لعب مع أنجي محج قلعة وتوم تومسك وسبارتا براغ وفيكتوريا بلزن ونادي روستوف ونادي سلوفان ليبيريتس و1. FK Drnovice ‏ وFK Baník Most 1909 ‏ وSK Dynamo České Budějovice ‏.

## وصلات خارجية
- يان هوليندا على موقع الاتحاد التشيكي (الإنجليزية)
- يان هوليندا على موقع قاعدة بيانات كرة القدم.إي يو (الإنجليزية)
- يان هوليندا على موقع Soccerway.com (الإنجليزية)
- يان هوليندا على موقع AS.com (الإسبانية)